# Rabindra Mohapatra
Rabindra Nath Mohapatra (* 1. September 1944 in Musagadia, Mayurbhanj) ist ein indischer theoretischer Physiker.

## Leben
Mohapatra wurde 1944 im Dorf Musagadia im damaligen Fürstenstaat Mayurbhanj geboren. Er studierte an der Utkal University in Bhubaneswar (Bachelor-Abschluss 1964) und der University of Delhi (Master-Abschluss 1966). 1969 promovierte er bei Robert Marshak an der University of Rochester. Danach war er als Post-Doc an der State University of New York at Stony Brook und an der University of Maryland. 1974 wurde er Assistant Professor und 1976 Associate Professor am City College der City University of New York (CUNY) bei Bunji Sakita. 1980/1 war er Gastprofessor am Max-Planck-Institut für Physik. Seit 1983 ist er Professor an der University of Maryland. Er war unter anderem Gastwissenschaftler am CERN (1976, 1981, 1985), am SLAC, dem Los Alamos National Laboratory und am Brookhaven National Laboratory. 2005 bis 2007 war er Gastprofessor an der TU München.
Mohapatra befasste sich mit GUTs, vereinheitlichten Theorien von Elementarteilchen und Neutrinophysik. Insbesondere untersuchte er mit G. Senjanovic in den 1970er Jahren Links-rechts-symmetrische vereinheitlichte Theorien (die dann spontan gebrochen sind zu den beobachteten Theorien der elektroschwachen Wechselwirkung mit Paritätsverletzung), mit Vorhersage einer Neutrinomasse.
1980 wurde er Fellow der American Physical Society. 1980/81 war er auch Alexander von Humboldt Fellow und 2005 erhielt er den Humboldt-Forschungspreis. Er ist Ehrendoktor der North Orissa University in Indien (2009). Seit 1987 ist er Mitglied der Indischen Akademie der Wissenschaften.

## Schriften
- Unification and Supersymmetry – the frontiers of Quark-Lepton Physics. Springer 1986, 1991, 3. Auflage 2003, ISBN 0387955348
- mit Palash Pal: Massive Neutrinos in Physics and Astrophysics. World Scientific, 1991, 1998, 3. Auflage 2004
- Herausgeber mit C. Lai: Selected Papers on gauge theories and fundamental interactions. World Scientific 1981